# Sonic Advance 2
Sonic Advance 2 (ソニックアドバンス 2, Sonikku Adobansu 2)  est un jeu de plates-formes développé par Dimps sous la supervision de Sonic Team, et édité par Sega sur Game Boy Advance. Il est sorti le 19 décembre 2002 au Japon, puis le 9 mars 2003 en Amérique du Nord et le 28 mars en Europe.

## Système de jeu
Le jeu reprend la base du système de jeu de Sonic Advance.
Sonic et ses amis utilisent le Boostmentum, en courant assez vite, ils vont briser le mur du son leur permettant de vaincre les ennemis mais se ralentir désactivera le Boostmentum.
Pour faire des cascades, Sonic et ses amis doivent courir assez vite sur une rampe et ils doivent appuyer sur R et une touche directionnelle.
L'attaque téléguidée est utilisée en double sautant pour Sonic.
Trouvez les 7 anneaux étoilés et finir le niveau pour aller dans un stage spécial.
Zero vous suivra pour vous empêcher d'attraper les anneaux nécessaires pour finir le stage spécial.

## Personnages jouables
- Sonic the Hedgehog
- Miles "Tails" Prower - 2e personnage à débloquer
- Knuckles the Echidna - 3e personnage à débloquer, aussi comme boss à Sky Canyon.
- Cream the Rabbit et Cheese the Chao - Premier personnage à débloquer
- Amy Rose - jouable en tant que personnage caché que l'on peut débloquer en finissant le jeu avec les autres personnages.
- Super Sonic